# Chiroteuthis calyx
Chiroteuthis calyx R. E. Young, 1972, comunemente noto come calamaro coda di spada, è un cefalopode mesopelagico che abita le acque temperate del Pacifico settentrionale. Questa specie è caratterizzata da un corpo allungato e gelatinoso, con un collo esteso e tentacoli sottili. Una peculiarità distintiva dei giovani esemplari è la presenza di una lunga estensione del gladio, comunemente chiamata «coda», che può raddoppiare la lunghezza totale dell'animale.
La distribuzione geografica di C. calyx si estende dalle coste meridionali della California fino al Golfo dell'Alaska, attraversando il Pacifico settentrionale fino alle acque al largo di Honshu, in Giappone.
Durante le prime fasi di vita, i giovani di C. calyx presentano una morfologia e un comportamento che suggeriscono una forma di mimetismo protettivo. La lunga coda dei giovani ricorda il sifosoma del sifonoforo Nanomia bijuga, una specie abbondante nel medesimo habitat. Questa somiglianza potrebbe conferire ai giovani calamari una protezione dai predatori, imitandone l'aspetto e il comportamento.
Con la crescita, C. calyx subisce significative trasformazioni morfologiche. La coda si accorcia notevolmente o scompare del tutto, il collo diventa più corto e le braccia, in particolare il quarto paio, diventano più lunghe e robuste. Questi cambiamenti sono accompagnati da una migrazione ontogenetica verso profondità maggiori e da variazioni nel comportamento, suggerendo un adattamento alle diverse esigenze ecologiche durante il ciclo vitale.